# Aeroportul Internațional Transilvania, Târgu Mureș
Aeroportul Internațional Transilvania Târgu Mureș (IATA: TGM, ICAO: LRTM) (în maghiară Marosvásárhelyi Transilvania Nemzetközi Repülőtér) este un aeroport internațional situat la distanța de 14 km de centrul municipiul Târgu Mureș la nodul rutier aflat la ieșirea autostrăzii A3 din Ungheni și drumul E60/DN15, lângă Parcul Industrial Mureș, respectiv Magistrala CFR 400, secția 405 Deda-Războieni.

## Istoric
Primul aeroport din Târgu Mureș a fost înființat în anul 1936 pe un teren de 313 ha aflat pe malul stâng a Mureșului, locul ales fiind cel pe care în 4 septembrie 1912 a aterizat Aurel Vlaicu cu avionul construit de el. Primele zboruri au fost executate spre București, Budapesta și Cluj cu aeronave de tip Li 2.
Aerogara și hangarul au fost aruncate în aer de către trupele germane care se retrăgeau spre Budapesta în luna septembrie 1944, dar pe data de 9 iulie 1945 s-au reluat zborurile pe Aeroportul Târgu Mureș. Anii 1950 erau caracterizate de modernizări permanente prin construcții noi, stație meteorologică conform standardelor vremii și un centru de emisie alături de radiogoniometru. Balizajul era asigurat pe timp de zi cu balize din lemn și metal vopsite în alb și roșu. Acestă aerogară funcționează astăzi sub numele de Aeroportul Sportiv Elie Carafoli (AG4839).
Aeroportul nou a fost construit în 1961 pe o platforma de 78 ha, aflată la o altitudine de 294 m față de nivelul mării din Vidrasău, la 14 km de centrul municipiului Târgu Mureș. În anul 1969, aeroportul a fost modernizat și s-a construit o pistă de beton de 2.000 metri lungime. O nouă modernizare a aeroportului a avut loc în perioada 1999-2005, când terminalul de pasageri era extins pentru traficul extern. Totodată, în mai 2006 a fost redenumit în Aeroportul Transilvania Târgu Mureș (până atunci fiind cunoscut ca Aeroportul Târgu Mureș - Vidrasău).
Aeroportul s-a închis temporar în 2017 pentru o perioadă de un an și jumătate pentru a fi refăcută complet pista de aterizare-decolare. După reabilitările capitale efectuate s-a mărit capacitatea portantă a pistei de la 45 de unități la 70 de unități, fapt ce permite aterizarea aeronavelor A320 de mari dimensiuni. În 2021 a fost modernizat sistemului de canalizare pluvială aferent pistei de aterizare prin amenajarea unei nou stație de tratare a apei pluviale.

## Destinații
| Operator aerian | Destinații |
| --------------- | --- |
| Animawings      | Charter sezonier: Antalya, Hurghada                                                                                                |
| HiSky           | Charter sezonier: Hurghada |
| Wizz Air        | Budapesta, Londra-Luton (suspendată din 29 martie zborul către Londra Luton dar mai devreme a fost anulat și zborul către Dormunt) |

## Trafic pasageri
În anul 2011, traficul de pasageri prin Aeroportul Transilvania a fost de 257 303 persoane, în creștere cu 246% față de anul precedent.
|  | Graficele sunt indisponibile din cauza unor probleme tehnice. Mai multe informații se găsesc la Phabricator și la wiki-ul MediaWiki. |

Vezi interogarea Wikidata.

### Trafic lunar de pasageri: 2018, 2019, 2020, 2021, 2022, 2023, 2024 și 2025[10][11][12]
| Luna       | Pasageri 2018 | Pasageri 2019 | Pasageri 2020 | Pasageri 2021 | Pasageri 2022 | Comparație 2022 vs. 2021 | Pasageri 2023 | Comparație 2023 vs. 2022 | Pasageri 2024 | Comparație 2024 vs. 2023 | Pasageri 2025 | Comparație 2025 vs. 2024 | Total Pasageri Cumulat |
| ---------- | ------------- | ------------- | ------------- | ------------- | ------------- | ------------------------ | ------------- | ------------------------ | ------------- | ------------------------ | ------------- | ------------------------ | ---------------------- |
| Ianuarie   | 0             | 11.122        | 17.240        | 1.982         | 7.720         | ▲ 289,5%                 | 16.164        | ▲ 109,4%                 | 17.973        | ▲ 11,2%                  | 12.042        | ▼ 32,9%                  | 12.042                 |
| Februarie  | 0             | 12.683        | 17.857        | 1.425         | 5.369         | ▲ 276,8%                 | 16.333        | ▲ 204,2%                 | 19.272        | ▲ 18,0%                  | 11.917        | ▼ 38,2%                  | 23.959                 |
| Martie     | 0             | 13.552        | 9.767         | 2.310         | 9.331         | ▲ 303,9%                 | 18.889        | ▲ 102,4%                 | 20.469        | ▲ 8,4%                   | 12.297        | ▼ 39,9%                  | 36.256                 |
| Aprilie    | 0             | 11.135        | 804           | 2.853         | 14.286        | ▲ 400,7%                 | 19.734        | ▲ 38,1%                  | 13.588        | ▼ 31,1%                  | 8.192         | ▼ 39,7%                  | 44.448                 |
| Mai        | 0             | 12.811        | 3.005         | 3.544         | 15.382        | ▲ 334,0%                 | 18.396        | ▲ 19,6%                  | 15.540        | ▼ 15,5%                  | 9.248         | ▼ 40,5%                  | 53.696                 |
| Iunie      |               | 16.226        | 3.026         | 5.984         | 18.346        | ▲ 206,6%                 | 23.511        | ▲ 28,2%                  | 18.995        | ▼ 19,2%                  |               |                          |                        |
| Iulie      | 7.147         | 16.482        | 9.262         | 13.320        | 20.963        | ▲ 57,4%                  | 29.879        | ▲ 42,5%                  | 21.164        | ▼ 29,2%                  |               |                          |                        |
| August     | 6.878         | 18.496        | 8.814         | 17.506        | 20.546        | ▲ 17,4%                  | 31.919        | ▲ 55,4%                  | 24.710        | ▼ 22,6%                  |               |                          |                        |
| Septembrie | 10.381        | 17.129        | 7.983         | 14.345        | 19.475        | ▲ 35,8%                  | 26.622        | ▲ 36,7%                  | 20.931        | ▼ 21,4%                  |               |                          |                        |
| Octombrie  | 8.493         | 14.013        | 4.141         | 9.562         | 14.996        | ▲ 56,8%                  | 21.172        | ▲ 41,2%                  | 13.952        | ▼ 34,1%                  |               |                          |                        |
| Noiembrie  | 12.480        | 18.234        |               |               | 14.198        | ▲                        | 19.445        | ▲ 36,9%                  | 12.516        | ▼ 35,6%                  |               |                          |                        |
| Decembrie  |               | 17.183        |               |               | 16.730        | ▲                        | 19.338        | ▲ 15,6%                  | 14.202        | ▼ 26,6%                  |               |                          |                        |